# Mindat
Mindat (birm. မင်းတပ်မြို့) – miejscowość w Mjanmie, w stanie Czin i dystrykcie Mindat.
Z miejscowości odchodzą trzy drogi: na zachód do Haki, na wschód do Kyaukhtu i na południe do Kanpeltet. Na południe od Mindat leży Park Narodowy Nat Ma Taung.
Dane pogodowe na podstawie pomiarów z lat 1961–1990 przedstawiają się następująco:
| Miesiąc                           | Sty  | Lut  | Mar  | Kwi  | Maj  | Cze  | Lip  | Sie  | Wrz  | Paź  | Lis  | Gru  |
| --------------------------------- | ---- | ---- | ---- | ---- | ---- | ---- | ---- | ---- | ---- | ---- | ---- | ---- |
| Średnie temperatury w dzień [°C]  | 19.3 | 22.7 | 27.0 | 29.2 | 27.9 | 24.8 | 24.9 | 24.0 | 23.8 | 23.4 | 20.9 | 19.2 |
| Średnie temperatury w nocy [°C]   | 9.3  | 12.2 | 15.8 | 18.1 | 18.2 | 18.2 | 18.5 | 18.0 | 17.5 | 16.4 | 13.3 | 10.1 |
| Opady [mm]                        | 4    | 5    | 4    | 34   | 23   | 240  | 190  | 351  | 280  | 177  | 90   | 4    |
| Źródło: NOAA 1961-1990 2016-07-23 |      |      |      |      |      |      |      |      |      |      |      |      |